# Stabilité spirale
La stabilité spirale est l'aptitude de l'avion à corriger de lui-même un défaut ou un excès d'inclinaison en virage. 
Ce n'est pas une stabilité en roulis, car on ne peut pas analyser les mouvements en roulis sans prendre en compte les effets du lacet. Les anglophones utilisent le terme Lateral/directional stability.
Le comportement combiné en roulis-lacet est décrit par différents critères : le roulis induit, le lacet inverse, le roulis hollandais et le mode spiral.

## Mode spiral
Le mode spiral peut être divergent ou convergent. Il se présente, lorsqu’il est divergent, comme un engagement progressif en virage sans action sur les gouvernes (instabilité spirale).
À l’inverse, s’il est convergent, il ramène en vol horizontal l’avion initialement perturbé (stabilité spirale). Le mode spiral est toujours lent ; sa divergence n'empêche pas le pilotage.

## Stabilité spirale
C'est l'aptitude de l'avion à corriger de lui-même un défaut ou un excès d'inclinaison en virage. 
- Si l'avion est trop incliné il va glisser latéralement vers l'intérieur du virage,
- Si l'avion n'est pas assez incliné il va déraper latéralement vers l'extérieur du virage.

Dans le cas de la glissade :
- Si l'effet dièdre l'emporte sur la stabilité en lacet, l'avion va se redresser (son inclinaison en roulis va diminuer): la stabilité spirale est positive :
- Si l'effet dièdre est insuffisant, l'avion va tourner vers l'intérieur du virage sous l'effet de la dérive (mouvement en lacet) ; sous l'effet du roulis induit par le lacet, il va s'incliner en roulis davantage et piquer : c'est le virage engagé. Il faut remettre les ailes à plat puis faire une ressource.

### L'effetdièdre
La valeur du dièdre effectif dépend :
- de la position en hauteur de l'aile sur le fuselage,
- de la flèche des ailes,
- de la portance transversale du fuselage et de la dérive.

### Effet de la portance latérale du fuselage
La combinaison d'un dièdre effectif faible ou nul et de l'absence de fuselage (débuts de l'aviation) peut conduire à une forte instabilité spirale. Si l'avion est trop incliné en virage, il va glisser latéralement vers l'intérieur du virage, et la dérive le fait tourner vers l'intérieur du virage. Les avions des frères Wright qui volaient lentement étaient sujets au lacet inverse (qu'ils ont expérimenté et décrit pour la première fois en 1901) ; ils ne pouvaient pas contrer le roulis induit par le lacet et redresser l'appareil. s'ils volaient trop lentement. Pour corriger ce défaut, apparu sur leur planeur de 1902, ils ont éliminé le dièdre négatif de leurs ailes et rajouté des petites surfaces verticales à l'avant de leur Flyer fin 1905. 

### Calcul de la stabilité spirale
Les forces favorables à la stabilité sont :
- le coefficient de moment en roulis dû au lacet Cl b (roulis induit par le lacet ou dièdre effectif)
- le coefficient de moment en lacet dû au taux de lacet Cn r (amortissement en lacet)

Les forces favorables à l'instabilité sont :
- le coefficient de moment en roulis dû au taux de lacet Cl r (roulis induit par la vitesse de lacet)
- le coefficient de moment en lacet dû au lacet Cn b (stabilité de lacet)

La stabilité du mode spiral est obtenue si : Cl b . Cnr > Cl r . Cn b.